# Melanophryniscus atroluteus
Melanophryniscus atroluteus — вид земноводных из семейства Bufonidae. Обитает в Аргентине, Бразилии, Парагвае и Уругвае. Его естественные среды обитания — субтропические или тропические сезонные влажные или затопленные низинные луга, мозаичные пресноводные болота, пахотные земли, пастбища, каналы и канавы. Виду угрожает утрата среды обитания.